# Peter Maivia
Fanene Leifi Pita Maivia (Amerikaans-Samoa, 6 april 1937 - Hawaï, 13 juni 1982), beter bekend als "High Chief" Peter Maivia, was een Amerikaans-Samoaans professioneel worstelaar. Hij was de grootvader van acteur en profworstelaar Dwayne "The Rock" Johnson en was ook de promotor voor de National Wrestling Alliance's promoties in Hawaï.

## In worstelen
- Afwerking en kenmerkende bewegingen
  - Stump Puller (Inverted Boston crab)
  - Samoan drop

- Manager
  - Freddie Blassie

- Worstelaars getraind door Maivia
  - Afa Anoa'i
  - Rocky Johnson
  - Superstar Billy Graham
  - Peter Maivia Jr.

## Erelijst
- NWA All-Star Pro Wrestling
  - NWA Australasian Heavyweight Championship (2 keer)
  - NWA New Zealand Heavyweight Championship (1 keer)

- NWA Big Time Wrestling
  - NWA Texas Heavyweight Championship (1 keer)

- NWA Hollywood Wrestling
  - NWA Americas Heavyweight Championship (1 keer)

- NWA Mid-Pacific Promotions
  - NWA Hawaii Heavyweight Championship (1 keer)
  - NWA Hawaii Tag Team Championship (4 keer; 1x met Jim Hady, 1x met Billy White Wolf en 2x met Sam Steamboat)

- NWA New Zealand
  - NWA New Zealand British Empire Commonwealth Heavyweight Championship (2 keer)

- NWA San Francisco
  - NWA United States Heavyweight Championship (2 keer)
  - NWA World Tag Team Championship (1 keer met Ray Stevens)

- World Wrestling Entertainment
  - WWE Hall of Fame (Class of 2008)